# Charles Murray, 7. Earl of Dunmore

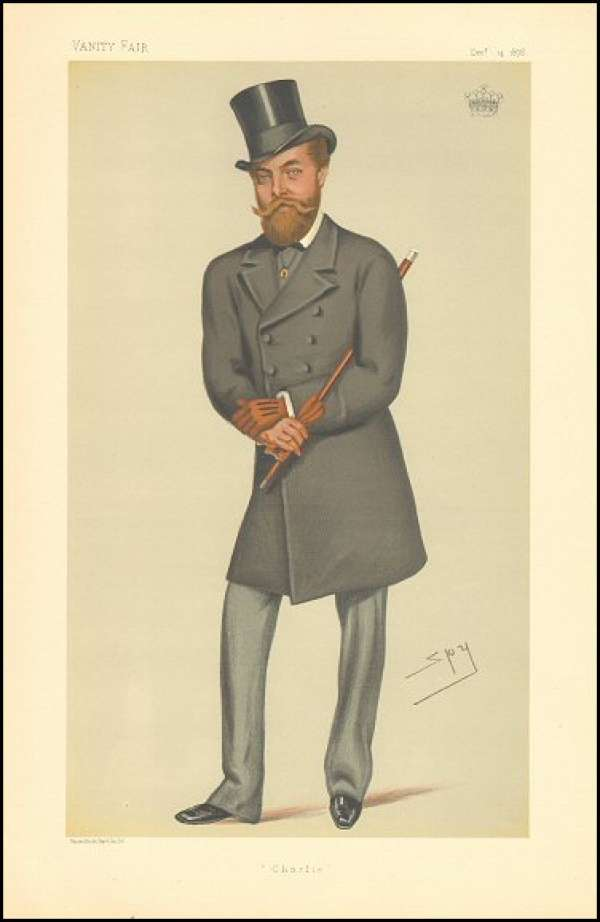
"Charles Adolphus Murray". Karikatur von Leslie Ward in Vanity Fair 1878

Charles Adolphus Murray, 7. Earl of Dunmore (* 24. März 1841 in London; † 27. August 1907 in Frimley bei Camberley, Surrey) war ein schottischer Adliger.

## Leben
Er war der einzige Sohn von Alexander Murray, 6. Earl of Dunmore (1804–1845) und Lady Catherine Herbert, Tochter des George Herbert, 11. Earl of Pembroke. Er war noch minderjährig, als er 1845 die Adelstitel seines Vaters als Earl of Dunmore erbte.
Er wurde am Eton College ausgebildet. 1858 war er Deputy Lieutenant von Inverness-shire. Von 1860 bis 1864 diente er im Rang eines Ensign und Lieutenant der Scots Fusilier Guards in der British Army.
Am 5. April 1866 heiratete er Lady Gertrude Coke, Tochter des Thomas Coke, 2. Earl of Leicester. Mit ihr hatte er fünf Töchter und einen Sohn.
Von 1874 bis 1880 war er Lord-in-Waiting der Regierung von Benjamin Disraeli. Von 1875 bis 1885 war er Lord-Lieutenant von Stirlingshire.
Von 1882 bis 1896 diente er erneut in der Armee, nämlich als Lieutenant-Colonel des 1st (Inverness-shire) Battalion der Queen's Own Cameron Highlanders und nahm am Anglo-Ägyptischen Krieg und der Gordon Relief Expedition teil. 1903 wurde er zum Honorary Colonel dieses Bataillons ernannt.
1892 streifte er bei seiner Erkundung des Pamir den Westen von Chinesisch-Turkestan, indem er von Ladakh nach Yarkant zog und später eine Woche in Kaschgar verbrachte.
Als er 1907 starb, erbte sein einziger Sohn Alexander seine Adelstitel.

## Werke
- The Pamirs. Being a Narrative of a Year's Expedition on Horseback and on Foot Through Kashmir, Western Tibet, Chinese Tartary, and Russian Cenntral Asia. J. Murray, 1894.
- The Revelation of Christianus and Other Christian Science Poems. Cambridge University Press, 1901.